# Aleš Březina

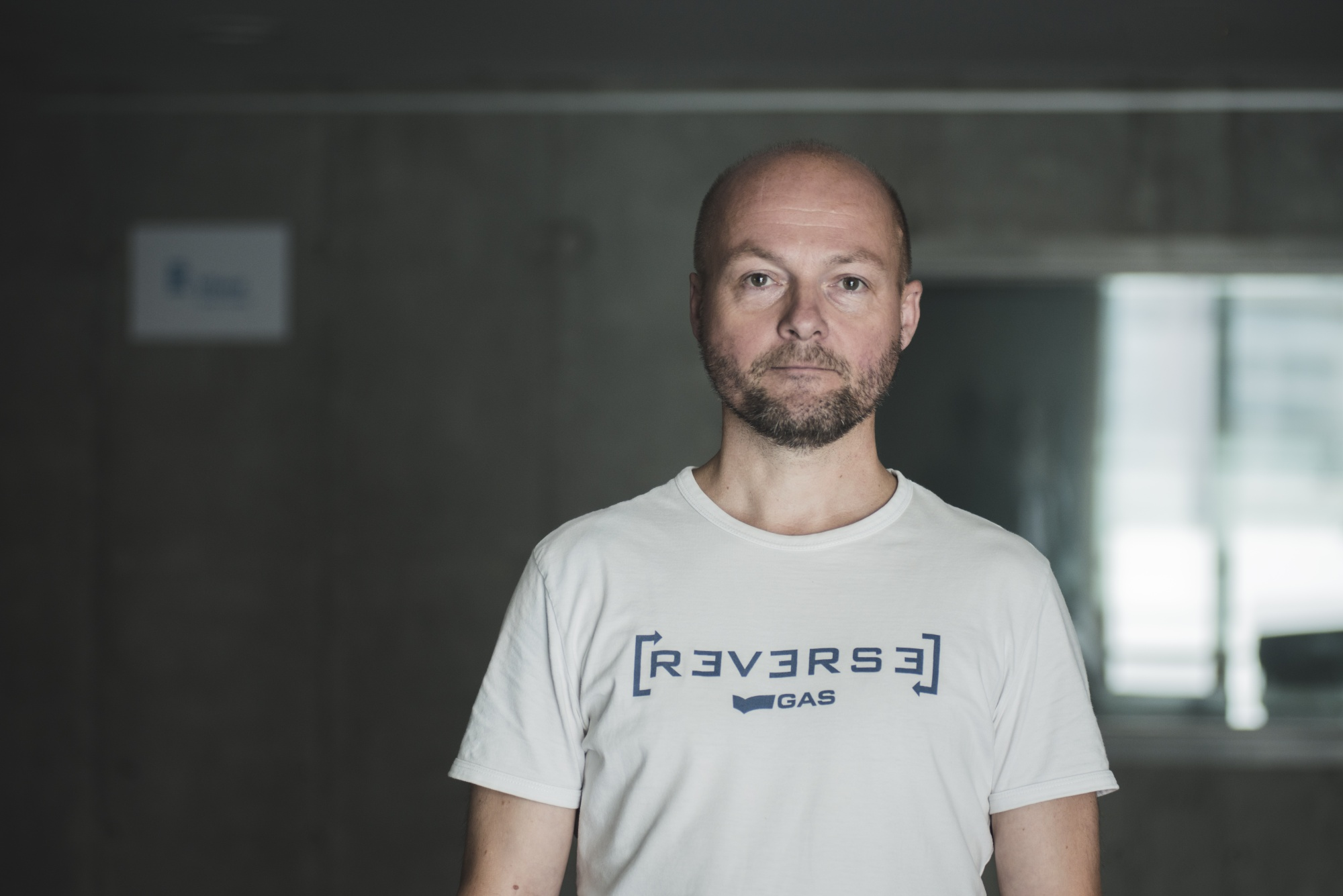
Aleš Březina (2016)

Aleš Březina (* 17. September 1965 in Teplice, Tschechoslowakei) ist ein tschechischer Komponist und Musikwissenschaftler. Er ist Direktor des Bohuslav-Martinů-Instituts.

## Biografie
Březina studierte Musik (Hauptfach Violine) am Konservatorium Pilsen sowie Musikwissenschaft an der Karls-Universität Prag, an der Universität Basel sowie in Berlin. Seinen musikwissenschaftlichen Schwerpunkt verlegte er auf Bohuslav Martinů (1890–1959), über den er mehrere Studien schrieb. Seit 1994 ist er Direktor des Bohuslav-Martinů-Instituts in Prag. Er leitet die kritische Gesamtausgabe von Martinůs Werken und hat kritische Ausgaben mehrerer seiner Kompositionen vorbereitet. Aus verstreuten Fragmenten rekonstruierte er die Originalfassung von Martinůs Oper The Greek Passion, die bei den Bregenzer Festspielen 1999 ihre Weltpremiere erlebte.
Březina schrieb mehrere Filmmusiken, unter anderem für Ich habe den englischen König bedient des Regisseurs Jiří Menzel, für das Filmdrama Wir müssen zusammenhalten von Jan Hřebejk und für Durch diese Nacht sehe ich keinen einzigen Stern von Dagmar Knöpfel. Für die Musik zum Film Kawasaki's Rose, ebenfalls von Hřebejk, wurde er 2010 für den Europäischen Filmpreis nominiert. Außerdem komponierte er die Kammeroper Toufar über das Leben von Josef Toufar, sowie das Singspiel Charlotte: A Tri-Coloured Play with Music über Leben und Werk von Charlotte Salomon, die 1943 im KZ Auschwitz ermordet wurde. Seine Oper Zítra se bude...  („Morgen wird...“), mit der Altistin Soňa Červená in der Hauptrolle, behandelt den Schauprozess gegen Milada Horáková (1901–1950) und wurde 2010 von Jan Hřebejk verfilmt. Gemeinsam mit Dietfried Bernet übersetzte er das Libretto von Martinůs tschechischer Oper Julietta ins Deutsche.
Er ist verheiratet und hat zwei Kinder.

## Auszeichnungen
- Filmmusik für Kawasakiho růže (Kawasaki’s Rose): Nominierung für den Europäischen Filmpreis, 2010.
- Drei Nominierungen für den Tschechischen Löwen, Beste Musik: Horem pádem (Up and down), 2004; Líbánky, 2014; Milada, 2017.

## Kompositionen (Auswahl)
- Zítra se bude... , Oper. Uraufführung 2008 am Kolowrat-Theater, Prag.
- Toufar, Oper. Uraufführung 2009 im Prager Nationaltheater unter der Regie von Petr Zelenka.
- 1914 – Szenische Aufführung mit Motiven aus Jaroslav Hašeks Der brave Soldat Schwejk und Karl Kraus’ Die letzten Tage der Menschheit. Premiere 2014, Regie: Robert Wilson.
- Requiem für Kinderchor, Soli und Orchester
- Agnus Dei für drei Kontratenöre und Streichquintett
- A-ha!, Melodrama für Soňa Červená
- Reperkuse, Zyklus für Klavier bzw. Cembalo
- Charlotte: A Tri-Coloured Play with Music. Singspiel, Libretto: Alon Nashman. Uraufführung 2019.

## Filmmusik
- 2004: Durch diese Nacht sehe ich keinen einzigen Stern
- 2006: Ich habe den englischen König bedient (Obsluhoval jsem anglického krále)
- 2017: Der arme Teufel und das Glück (Nejlepsí prítel)
- 2000: Wir müssen zusammenhalten (Musíme si pomáhat)
- 2018: Mein Onkel Archimedes (Můj strýček Archimedes)
- 2019: Die Prinzessin und das halbe Königreich (Princezna a půl království)
- 2020: Als ein Stern vom Himmel fiel (O vánoční hvězdě)

## Ausgewählte Veröffentlichungen
- „…eine übertriebene, gewollte Einfachheit.“ Bohuslav Martinů als Rezensent des Pariser Musiklebens in Meyer, Felix (ed.): Klassizistische Moderne. Amadeus Verlag, Winterthur 1996, S. 449–450
- Die nächste Etappe unserer Reise liegt noch im Unbekannten. Bohuslav Martinůs Flüchtlingsdrama ‘Die griechische Passion’ in: Mosch, Ulrich (ed.): Entre Denges et Denezy. Dokumente zur Schweizer Musikgeschichte 1900–2000. Schott Musik International, Mainz 2000, S. 407–413
- Editionsrichtlinien der Bohuslav Martinů Gesamtausgabe in: Hudební věda 2004, XLI, S. 411–432
- mit Eva Velicka: Aspekte der Musik, Kunst und Religion zur Zeit der Tschechischen Moderne. Peter Lang AG, 2009, ISBN 978-3-03910-856-5.[2]